# Adocidae
Adocidae — родина викопних водних черепахи підряду Прихованошийні черепахи (Cryptodira). Родина існувала з крейдяного періоду по олігоцен у Північній Америці та Азії.

## Класифікація
- Adocoides Sukhanov & Narmandakh, 2006
- Adocus Cope, 1868
- Ferganemys Nessov & Yulinen, 1977
- Isanemys Tong et al., 2006
- Mlynarskiella Shuvalov & Chkhikvadze, 1986
- Proadocus Kim, Lee, Ko, Park, Kim, Lee, Jung & Kong, 2023
- Shachemys Kuznetsov, 1976
- Shineusemys Sukhanov & Narmandakh, 2006
- Sineusemys Sukhanov & Narmandakh, 2000
- Yehguia Danilov & Parham, 2006